# أنطوان دي باريس
أنطوان دي باريس (بالفرنسية: Antoine) هو شخصية أعمال ومصفف الشعر وشاعر فرنسي وبولندي، ولد في 24 ديسمبر 1884 في سرادية في بولندا، وتوفي بنفس المكان في 5 يوليو 1976.